# Vranov (Mnichov)
Vranov je malá vesnice, část obce Mnichov v okrese Domažlice v Plzeňském kraji. Nachází se asi dva kilometry jihozápadně od Mnichova. Je zde evidováno 31 adres. V roce 2011 zde trvale žilo 34 obyvatel.
Vranov leží v katastrálním území Vranov u Mnichova o rozloze 5,47 km². a Skláře u Mnichova o rozloze 2,36 km².

## Historie
První písemná zmínka o vesnici pochází z roku 1598.

## Obyvatelstvo
| Rok            | 1869 | 1880 | 1890 | 1900 | 1910 | 1921 | 1930 | 1950 | 1961 | 1970 | 1980 | 1991 | 2001 | 2011 | 2021 |
| -------------- | ---- | ---- | ---- | ---- | ---- | ---- | ---- | ---- | ---- | ---- | ---- | ---- | ---- | ---- | ---- |
| Počet obyvatel | 271  | 221  | 211  | 240  | 329  | 303  | 264  | 80   | 83   | 101  | 39   | 40   | 37   | 34   | 25   |
| Počet domů     | 41   | 41   | 41   | 43   | 49   | 43   | 48   | 42   | 42   | 18   | 15   | 16   | 18   | 19   | 22   |

## Obecní správa
Při sčítání lidu v letech 1850–1889 Vranov byl osadou obce Pivoň v okrese Horšův Týn. V letech 1890–1959 bylo samostatnou obcí v okrese Horšovský Týn (v letech 1890–1910 Horšův Týn). V letech 1960–1979 byl částí obce Mnichov v okrese Domažlice. Od 1. července 1979 do 23. listopadu 1990 byl částí města Poběžovice v okrese Domažlice. Od 24. listopadu 1990 do 31. prosince 1992 byl znovu částí obce Pivoň v okrese Domažlice. Od 1. ledna 1993 je opět částí obce Mnichov v okrese Domažlice.

## Pamětihodnosti
- Zřícenina hradu Starý Herštejn
- Okolí hradu a jižní úbočí hradního kopce je chráněno jako přírodní rezervace Starý Hirštejn.